# Luc Belot
Luc Belot, né le 6 septembre 1974 à Niort, est un homme politique français, membre du Parti socialiste. 
Il est député de la première circonscription de Maine-et-Loire de 2012 à 2017 et un élu de la ville d'Angers et de son agglomération.

## Biographie
Né le 6 septembre 1974 à Niort, dans les Deux-Sèvres, Luc Belot suit des études d'histoire à l'UFR Lettres, langues et sciences humaines à Angers où il s'investit dans le syndicat étudiant l'Union nationale des étudiants de France – Indépendante et démocratique (UNEF-ID). Il en devient le président de la section locale, puis vice-président étudiant au sein du conseil d'administration de l'université d'Angers. Il suit ensuite des études en économie sociale au Mans à l'Institut universitaire professionnalisé (IUP) de l'université du Maine. Il s'engage dans des structures associatives, d'abord comme administrateur d'un centre social puis comme président d'une association étudiante.
Lors des élections municipales de 2001 et 2008, il est directeur de campagne de Jean-Claude Antonini, alors maire d'Angers, et est attaché parlementaire de 2001 à 2012 auprès du sénateur socialiste Daniel Raoul. Il est élu conseiller municipal d'Angers en 2001, puis adjoint au maire en 2008 à la suite de la réélection de Jean-Claude Antonini.
En juin 2012, il est élu député de la première circonscription de Maine-et-Loire, tenue depuis 1968 par Jean Narquin puis en 1988 par Roselyne Bachelot. Il démissionne peu après de sa fonction d'adjoint au maire de la ville d'Angers. 
Au moment du remaniement ministériel d'avril 2014 et la nomination de Manuel Valls comme nouveau Premier ministre, Luc Belot est considéré comme faisant partie des soutiens du gouvernement.
Durant son mandat de député, il s'investit sur les questions numériques, l'économie du futur et l'innovation, et sera rapporteur de la loi pour une République numérique.
Il se présente à sa propre succession aux élections législatives de 2017, mais n'obtient que 13,64 % des voix et est éliminé dès le premier tour. Matthieu Orphelin est élu député de la circonscription.

## Parti socialiste
En 1994, Luc Belot est militant au Parti socialiste et au Mouvement des jeunes socialistes.

## Carrière politique

### Expérimentation de la semaine de 4,5 jours
Élu adjoint à l'éducation de la ville d'Angers en mars 2008, Luc Belot intègre le bureau du Réseau français des villes éducatrices en 2008. À la suite de l'annonce du décret Darcos de juin 2008, qui supprime l'école le samedi matin, il engage une concertation auprès des acteurs de l'éducation de la ville, qui débouche sur le lancement d'une expérimentation à Angers de la semaine de 4,5 jours. 
Une école maternelle et élémentaire angevine, l'Isoret, s'engage avec la ville d'Angers dans l'élaboration d'un nouvel aménagement des temps scolaires et périscolaires à la rentrée 2010. Ce nouvel aménagement évalue le rythme scolaire sur la semaine de 4,5 jours incluant le mercredi matin. Membre du Réseau français des villes éducatrices, la ville d'Angers s'inscrit dans la réflexion sur la cohérence et la complémentarité des différents temps de l'enfant (scolaires, péri et extra-scolaire).
Lors de la campagne présidentielle 2012, Luc Belot rejoint le groupe travaillant sur ces questions dans l'équipe de campagne du candidat François Hollande, qui annonce dans ses propositions une réforme de l'école et des rythmes scolaires.

### Service public numérique
Dès le début de son mandat de député en juin 2012, il défend la nécessité d'un service public numérique dans les écoles et le développement des activités périscolaires, prolongeant le service public de l'éducation.
À la rentrée 2014, dans le cadre de la mise en place des nouveaux temps dans toutes les communes, Luc Belot propose aux collectivités et aux écoles de sa circonscription de financer des malles pédagogiques par le biais de la réserve parlementaire 2014, et des équipements numériques par celle de l'année 2015,.

### Numérique
Dès 2008, en tant que délégué à l'Éducation enfance et petite enfance de la ville d'Angers, il fait du numérique éducatif une priorité. De 2011 à 2014, Luc Belot est chargé de l'aménagement numérique du territoire d'Angers Loire Métropole. Il participe à l'organisation à l'arrivée de la fibre optique dès 2013, avec un calendrier de déploiement pour les trente-trois communes avant fin 2020.
En janvier 2015, il participe au Consumer Electronics Show de Las Vegas dans la délégation d'Emmanuel Macron, ministre de l'Économie, et d'Axelle Lemaire, et en mars, au Global Privacy Summit de Washington, sommet mondial sur les questions des données personnelles connectées aux thématiques de l'éducation, des entreprises et startups ou encore aux questions de sécurité. 
En juin 2015, la Cité de l'objet connecté, projet porté par les industriels du territoire, et notamment Eolane, est inaugurée près d'Angers à Saint-Sylvain-d'Anjou. Luc Belot soutient ce projet depuis janvier 2014, lors du lancement de l'appel à projets Objets connectés du programme national Nouvelle France industrielle. Il travaille avec Christophe Béchu, maire d'Angers et président d'Angers Loire Métropole depuis 2014, et Christophe Clergeau, vice-président de la région Pays de la Loire, pour que ce projet prenne toute sa place sur le territoire. Lors de l'inauguration de la Cité de l'objet connecté, le président de la République François Hollande annonce qu'Angers aura le label French Tech, projet co-porté également par Luc Belot et Christophe Béchu. Axelle Lemaire le confirme le 24 juin 2015 ; Angers obtient le label French Tech avec la spécialité thématique IoT (objets connectés).
En septembre 2015, Luc Belot est désigné rapporteur du projet de loi relatif aux données publiques (communément appelé « open data ») par la commission des lois ; projet de loi proposant un nouveau cadre juridique européen autour des données publiques puis rapporteur de la loi de la dématérialisation totale du journal officiel. Il est nommé par la suite, rapporteur de la loi pour une République numérique, portée par Axelle Lemaire, secrétaire d'État chargé du numérique, débattu à l'Assemblée nationale, en janvier 2016.
L'analyse des Uber Files révèle qu'il a reçu en 2015 les amendements écrits par l'entreprise Uber simplifiant les conditions d’accès à la licence de VTC, discutés au cours de l’examen du projet de loi « Macron 1 ». Le patron d'Uber en France se félicite alors d'un « bon appel avec Luc Belot, député socialiste, soutien-clé des VTC et d’Uber ». Les amendements sont rejetés comme prévu, mais ils donnent plus de poids au ministre pour signer un décret,.

## Mandats

### National
Du 20 juin 2012 au 20 juin 2017, Luc Belot est député de la première circonscription de Maine-et-Loire,. 

### Local
Au niveau local, Luc Belot est élu de la ville d'Angers. Il est conseiller municipal d'opposition de la ville d'Angers depuis avril 2014. Il est aussi conseiller communautaire de la communauté d'agglomération d'Angers Loire Métropole depuis cette même date.
Mandats précédents :
- Conseiller municipal de la ville d'Angers de 2001 à 2008[30].
- Maire-adjoint de la ville d'Angers chargé de l'Éducation, de l'enfance et de la petite enfance de mars 2008 à septembre 2012[31].
- Conseiller municipal de la ville d'Angers délégué aux temps de l'enfant de septembre 2012 à mars 2014[2].
- Vice-président de la communauté d'agglomération d'Angers Loire Métropole chargé des affaires scolaires de mars 2008 à décembre 2011.
- Vice-président de la communauté d'agglomération d'Angers Loire Métropole chargé des réseaux de transport publics (bus, tramway) et de l'aménagement numérique du territoire de décembre 2011 à avril 2014[32].